# Campeonato Brasileiro Série B 2014
In 2014 werd de 33ste editie van de Campeonato Brasileiro Série B gespeeld, de op een na hoogste voetbalcompetitie in Brazilië. Joinville werd kampioen en promoveerde naar de Campeonato Brasileiro Série A, net als de nummers twee tot vier. De laatste vier in de stand degradeerden. 

## Eindstand
| Plaats | Club                | Wed. | W  | G  | V  | Saldo | Ptn. |
| ------ | ------------------- | ---- | -- | -- | -- | ----- | ---- |
| 1.     | Joinville           | 38   | 21 | 7  | 10 | 54:33 | 70   |
| 2.     | Ponte Preta         | 38   | 19 | 12 | 7  | 61:38 | 69   |
| 3.     | Vasco da Gama       | 38   | 16 | 15 | 7  | 50:36 | 63   |
| 4.     | Avaí                | 38   | 18 | 8  | 12 | 47:40 | 62   |
| 5.     | América Mineiro     | 38   | 20 | 7  | 11 | 59:39 | 61   |
| 6.     | Boa Esporte         | 38   | 18 | 5  | 15 | 51:48 | 59   |
| 7.     | Atlético Goianiense | 38   | 17 | 8  | 13 | 54:49 | 59   |
| 8.     | Ceará               | 38   | 16 | 9  | 13 | 58:53 | 57   |
| 9.     | Santa Cruz          | 38   | 14 | 13 | 11 | 51:38 | 55   |
| 10.    | Sampaio Corrêa      | 38   | 13 | 14 | 11 | 54:46 | 53   |
| 11.    | Paraná              | 38   | 13 | 12 | 13 | 45:43 | 51   |
| 12.    | Luverdense          | 38   | 15 | 5  | 18 | 40:46 | 50   |
| 13.    | Náutico             | 38   | 14 | 8  | 16 | 40:47 | 50   |
| 14.    | ABC FC              | 38   | 14 | 6  | 18 | 34:40 | 48   |
| 15.    | Oeste               | 38   | 12 | 12 | 14 | 39:48 | 48   |
| 16.    | Bragantino          | 38   | 13 | 7  | 18 | 45:55 | 46   |
| 17.    | América de Natal    | 38   | 12 | 7  | 19 | 44:53 | 43   |
| 18.    | Icasa               | 38   | 11 | 10 | 17 | 34:43 | 43   |
| 19.    | Vila Nova           | 38   | 10 | 2  | 26 | 35:70 | 32   |
| 20.    | Portuguesa          | 38   | 4  | 13 | 21 | 29:59 | 25   |

|  | Kampioen en promotie naar Série A |
|  | Promotie naar de Série A          |
|  | Degradatie naar Série C           |

1971 · 1972 · 1973-1979 · 1980 · 1981 · 1982 · 1983 · 1984 · 1985 · 1986 · 1987 · 1988 · 1989 · 1990 · 1991 · 1992 · 1993 · 1994 · 1995 · 1996 · 1997 · 1998 · 1999 · 2000 · 2001 · 2002 · 2003 · 2004 · 2005 · 2006 · 2007 · 2008 · 2009 · 2010 · 2011 · 2012 · 2013 · 2014 · 2015 · 2016 · 2017 · 2018 · 2019 · 2020 · 2021 · 2022 · 2023  · 2024